# Beesoniella sylvestris
Beesoniella sylvestris är en insektsart som beskrevs av Victor Lallemand 1933. Beesoniella sylvestris ingår i släktet Beesoniella och familjen spottstritar. Inga underarter finns listade i Catalogue of Life.